# M/S Baltic Star
M/S Baltic Star är ett kryssningsfartyg som byggdes 1951 som S/S Birger Jarl på Finnboda Varv i Nacka. Mellan 1979 och 2013 trafikerade hon rutten Stockholm–Mariehamn, varefter fartyget på grund av bristande ekonomi gjordes om till vandrarhem vid kajplatsen på Skeppsbron i Stockholm. Mellan 2015 och 2020 låg hon vid Stadsgården. I april 2020 flyttades hon till Vivstavarv i Timrå kommun och den 1 augusti 2022 vidare till Lunde i Kramfors kommun.

## Historia
Fartyget har tillhört många olika rederier och har haft många olika namn. 
Från början ägdes hon av Rederi AB Svea, och trafikerade Stockholm–Helsingfors under sommarhalvåret samt Stockholm–Mariehamn–Åbo under vinterhalvåret. I april 1973 såldes hon till OY Jakob Line i  Jakobstad i Finland, och byggdes om med en ramp så att bilar kunde köra upp på akterdäck. Den 25 april samma år döptes hon om till S/S Bore Nord, och kom sedan att trafikera Skellefteå–Jakobstad.
Den 31 oktober 1977 såldes hon till Oy Minicarriers AB och blev omdöpt till Minisea. Det var meningen att hon skulle sättas in på kryssningar Mariehamn–Stockholm, men planerna föll aldrig ut och fartyget lades upp i Mariehamn och namnet blev aldrig målat på fartyget. Den 18 oktober 1978 såldes hon till Caribbean Shipping Co Inc i Panama. Hon bogserades till Åbo för ombyggnad till kryssningsfartyg, och blev samtidigt omdöpt till Baltic Star. År 1979 chartrades hon ut till Rederi AB Allandia i Stockholm, och i maj 1979 sattes hon in i Ånedinlinjens trafik mellan Stockholm och Mariehamn.
Hon har under åren varit med om många mindre olyckor, grundstötningar och liknande. Den 30 mars 1979 utbröt en brand ombord, men redan 10 april samma år gjorde hon en rundresa mellan Stockholm–Riga–Gdynia–Warnemünde–Rönne–Visby-Stockholm. Den 31 maj 1979 blev det fel på maskinen, och mitt i natten vid förtöjning i Mariehamn kilades hon in mellan kajen och museifartyget Pommern.
Mellan februari och april 1982 fick hon ångmaskinen utbytt mot dieseldrift. Den fungerade emellertid dåligt, och efter ett antal mindre haverier byttes maskinen återigen ut i mars 1989. År 1987 hade hon fått en ombyggnad så att "nittioavdelningen" med lyxhytter kom till på fördäck. Den 7 mars 2002 såldes hon till Rederi AB Allandia och fick åter namnet Birger Jarl.
Fartyget k-märktes 2010. På sensommaren och hösten 2011 genomfördes en omfattande invändig renovering av fartyget på Beckholmen.
Sommaren 2013 lades rutten Stockholm–Mariehamn ned på grund av dålig lönsamhet, och fartyget omvandlades till ett vandrarhem vid Skeppsbron i Stockholm. Den 1 juni 2015 flyttade fartyget efter 62 år från Skeppsbron till Stadsgårdskajen och i april 2020 flyttades hon till Vivstavarv i Medelpad.
Den 4 maj 2020 registrerades hon ånyo  under namnet Baltic Star, med hemvist Sundsvall.
I april 2024 publicerades uppgifter om att hon var såld till en redare i Göteborg som planerar att rusta upp och sätta henne i trafik mellan Göteborg och Travemünde.

## Bilder

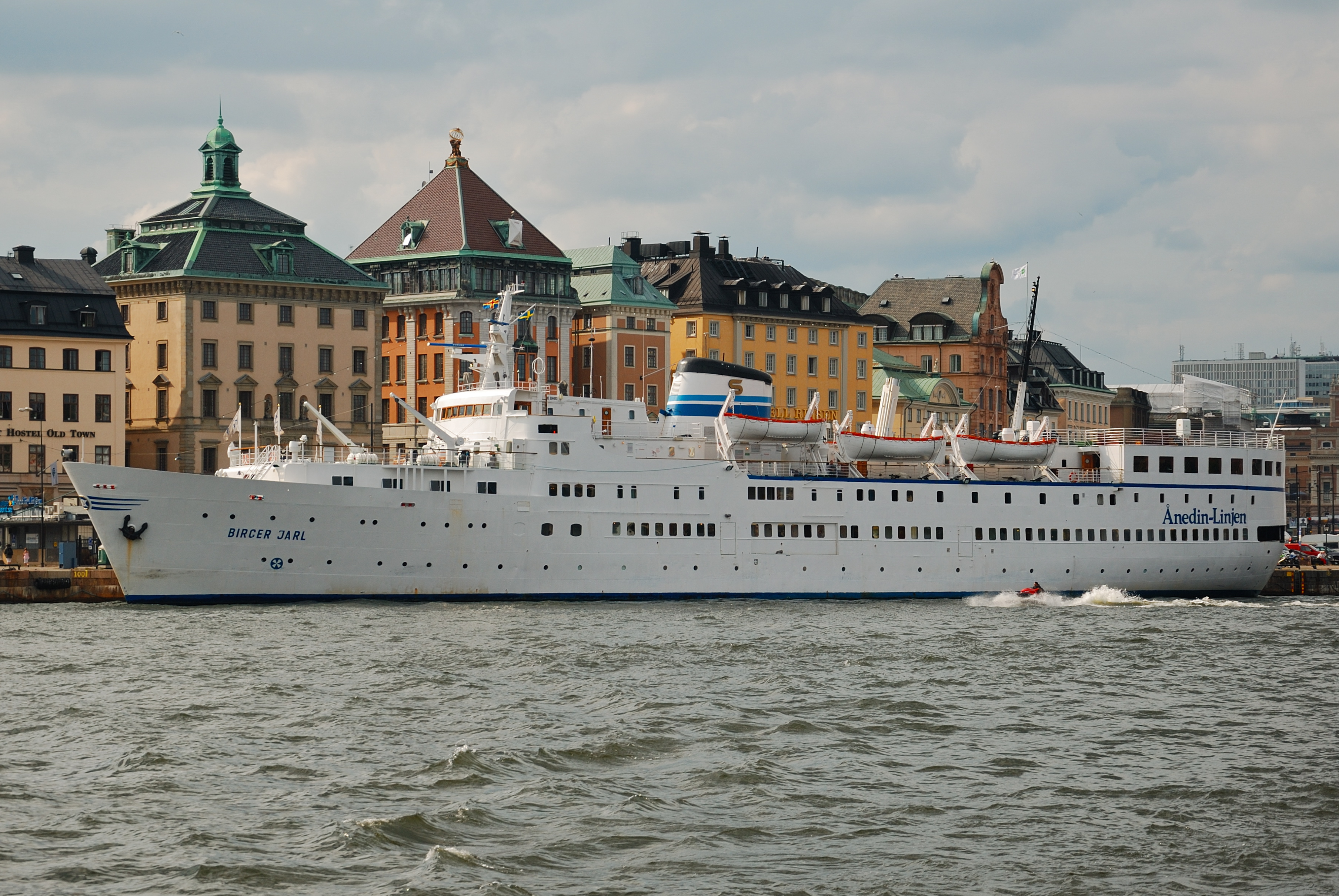
M/S Birger Jarl vid sin tidigare kajplats vid Skeppsbron i Stockholm.
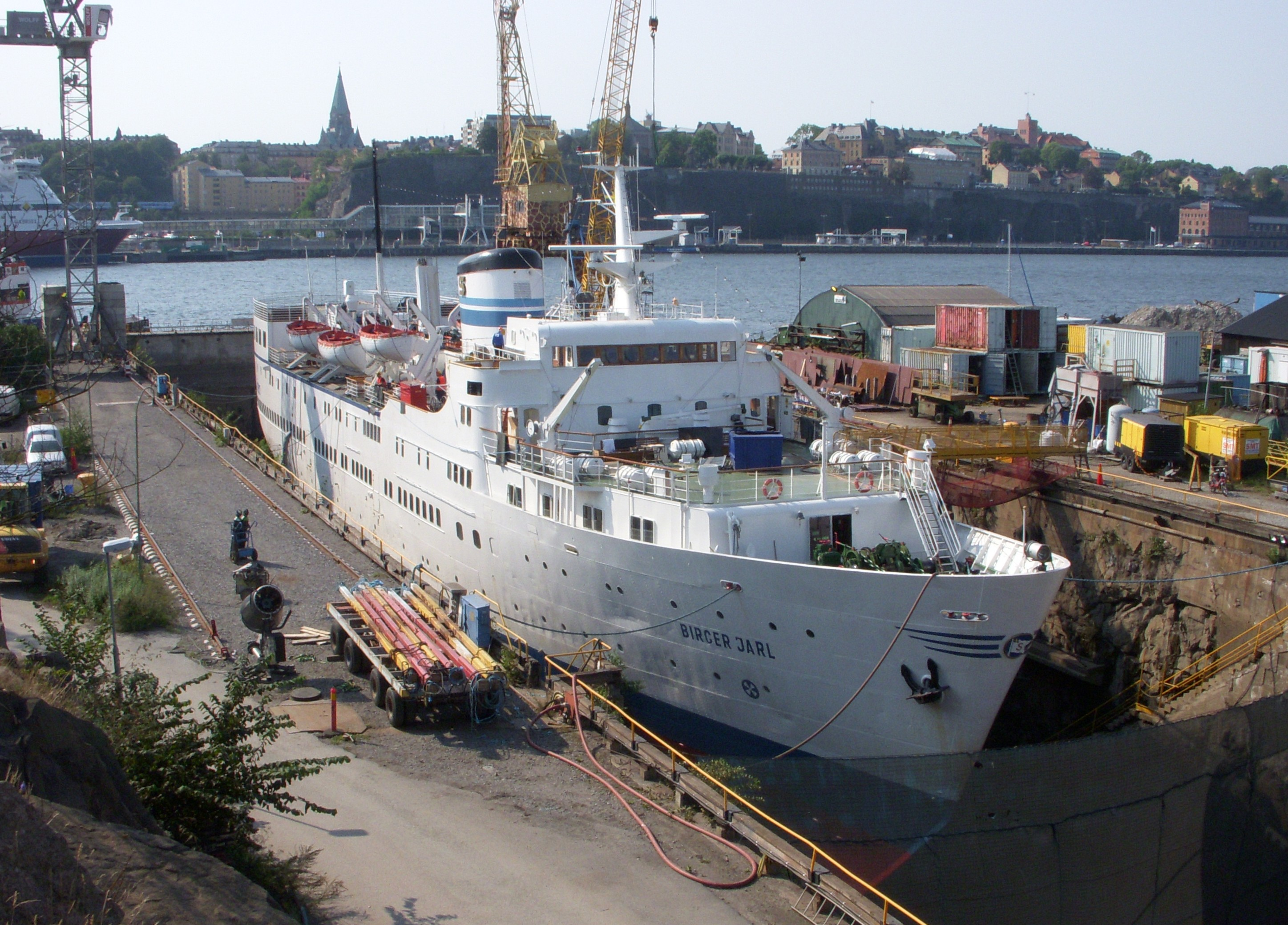
M/S Birger Jarl i torrdockan på Beckholmen för renovering, augusti 2011.
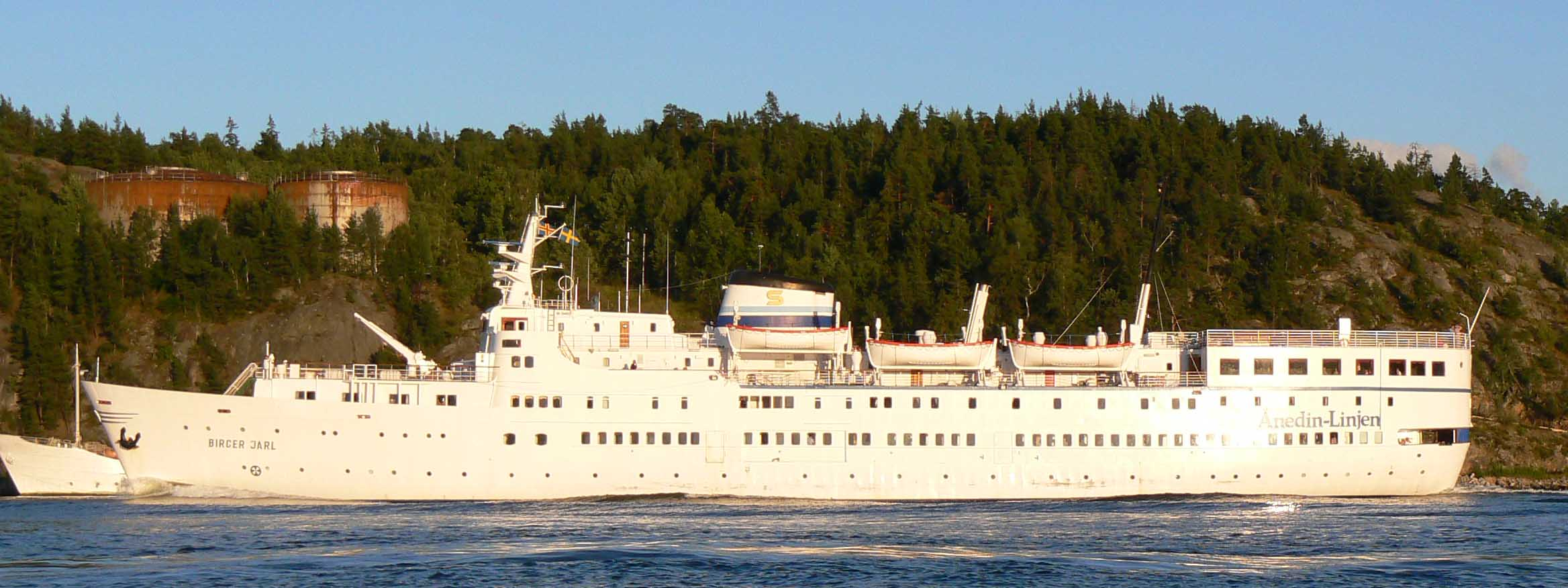
M/S Birger Jarl 2007 på väg till Åland.